# Parapleustes nautilus
Parapleustes nautilus är en kräftdjursart. Parapleustes nautilus ingår i släktet Parapleustes och familjen Pleustidae. Inga underarter finns listade i Catalogue of Life.